# Jorģis Zemitāns
Jorģis Zemitāns (23. februar 1873 i Skrīveri novads – 16. Januar 1928 i Riga) var en lettisk oberst og øverstkommanderende af den Lettiske Nordlige Brigade under den lettiske krig for uafhængighed.
Zemitāns tilmeldte sig det Russiske Kejserriges hær i 1892 og fuldførte sin militære uddannelse ved Vilnius Militærakademi i 1897. Under 1. verdenskrig blev han taget som krigsfange under et slag i Østpreussen i februar 1915 og blev løsladt fra fangenskab december 1918. Den 7. december 1918 tilsluttede han sig Letlands Hær og involverede sig i organiseringen af de væbnede styrker. Begyndende den 10. januar 1919 blev han forfremmet til Letlands chargé d'affaires i Estland og begyndte organiseringen og formationen af lettiske forsvarsstyrker i Tallinn, Pärnu and Tartu. Den 2. februar blev han forfremmet til organisator og øvertskommanderende af den Lettiske Nordlige Brigade. Han ledte brigaden i kamp for befrielsen af det nordlige Vidzeme under Slaget om Cēsis, en operation udført af general Ernst Põdder af den 3. Estiske Division. Den 15. juli blev han øverstbefalende over Vidzeme-divisionen og den østlige front. Den 17. juli mislykkedes det ham at organisere Rigas og Daugavas forsvar og blev afskediget og afløst af Mārtiņš Peniķis. Den 12. oktober blev hans officielle titel officer af reserven. Fra januar 1920 arbejdede Zemitāns for Letlands Militære Domstol indtil den 1. april 1922, hvor han gik på pension.
Jorģis Zemitāns modtog den militære lettiske Lāčplēsisorden, den estiske Frihedskorsorden og den russiske Sankt Vladimirorden.